# Södra Åsbo härad
Södra Åsbo härad var ett härad nordvästra Skåne i dåvarande Kristianstads län som numera utgör delar av Svalövs kommun, Klippans kommun, Åstorps kommun och Ängelholms kommun. Häradets areal var 259,26 kvadratkilometer varav 258,84 land.  Tingsplats var åtminstone från 1878 Ängelholm, före mitten av 1800-talet Klippan.

## Häradsvapen
Häradsvapnet fastställdes av Kungl. Maj:t den 9 december 1955: "I fält av guld en störtad grön inböjd spets, på vardera sidan åtföljd av en grön bokkvist".
Åsbo härad hade ursprungligen på 1500-talet en bild av en åsna i sitt sigill. Någon gång i slutet av 1600-talet kom sigillet troligen genom den tyske häradshövdingen Hieronimus Mente att ändras för att skiljas från häradssigillet i Norra Åsbo härad som även hade en åsna i sitt sigill genom att Södra Åsbo härad fick bakdelen av en åsna medan Norra Åsbo fick framdelen. I en besvärsskrift 1731 beklagade sig bönderna i Norra och Södra Åsbo över att de hånade för sina åsnesigill och kallades "åsnor" av bönderna i omgivande trakter önskade få ett nytt. 1738 fastslogs ett nytt häradsvapen, föreställande två åsar med tydligt markerade granar, över vilka en sol strålar ned. A. Thisets uppsats om Skaanske By- og Herredsvaaben i den danske Tid redovisar Södra Åsbo härads sigill som en stående björn baserat på ett sigill från 1584, ett sigill som sedan förekom i diverse sammanhang, innan Nils-Arvid Bringéus visade att det i själva verket var en otydligt avtryck av en åsna.

## Socknar
I Klippans kommun
- Västra Sönnarslöv

I Svalövs kommun 
- Stenestad överfördes 1952 till Luggude härad och Malmöhus län

I Ängelholms kommun
- Ausås
- Starby
- Strövelstorp
- Höja

I Åstorps kommun
- Björnekulla ombildades 1946 till Åstorps köping
- Kvidinge
- Västra Broby

samt före 1889
- Norra Vrams socken från 1 januari 1889 överförd till Luggude härad.[3]

## Län, fögderier, tingslag, domsagor och tingsrätter
Häradet hörde mellan 1720 och 1996 till Kristianstads län, Malmöhus län före dess. Från 1997 ingår området i Skåne län. Före 1889 hörde delar av socknarna Strövelstorp och Västra Broby till Malmöhus län. Församlingarna tillhör(de) Lunds stift. 
Häradets socknar hörde till följande fögderier:
- 1720–1917 Norra och Södra Åsbo samt Bjäre fögderi
- 1918–1990 Ängelholms fögderi enbart till 1946 för socknarna i Klippans och Åstorps kommuner samt Stenestads socken
- 1946–1990 Klippans fögderi för socknarna i Klippans och Åstorps kommuner samt till 1952 för Stenestads socken

Häradets socknar tillhörde följande tingslag, domsagor och tingsrätter:
- 1682–1877 Södra Åsbo tingslag som ingick i 
  - 1682–1690 Norra och Södra Åsbo häraders domsaga
  - 1691–1877 Bjäre, Norra och Södra Åsbo häraders domsaga
- 1878–1970 Södra Åsbo och Bjäre domsagas tingslag som ingick i Södra Åsbo och Bjäre domsaga dock bara till 1952 för Västra Sönnarslövs och Stenestads socknar

- 1971–2001 Ängelholms tingsrätts domsaga för socknarna i Ängelholms och Åstorps kommuner, dock ej för Västra Sönnerslövs socken
- 2001– Helsingborgs tingsrätts domsaga

Västra Sönnerslövs socken tillhörde efter 1952:
- 1952–1970 Norra Åsbo tingslag som ingick i Norra Åsbo domsaga
- 1971–1973 Norra Åsbo tingsrätts domsaga
- 1974–2001 Klippans tingsrätts domsaga
- 2001– Helsingborgs tingsrätts domsaga